# Melanerpes
Melanerpes ist eine Gattung der Vögel aus der Unterfamilie Echte Spechte innerhalb der Familie der Spechte (Picidae). Die meist auffällig gefärbten, baumbewohnenden Tiere sind klein bis mittelgroß. Ihr Verbreitungsgebiet erstreckt sich vom nördlichen Nordamerika bis ins zentrale Südamerika, wo sie in unterschiedlichen, meist aber eher offenen, baumbestandenen Landschaften vorkommen. Einige Arten sind Endemiten der größeren Karibikinseln. Nur die an den nördlichen Arealgrenzen beheimateten Populationen sind obligate Zugvögel, einige Arten weisen jedoch ein unstetes, wenig ortsgebundenes Verhalten auf und neigen zu irruptiven Wanderungen. Die meisten dieser Spechte ernähren sich von verschiedenen baum- oder bodenbewohnenden Insekten sowie von Samen, Früchten und Beeren, nur wenige ernähren sich überwiegend von Früchten und anderen pflanzlichen Nahrungsbestandteilen. Alle sind Höhlenbrüter, die ihre Nachkommen in selbst gebauten Höhlen großziehen, die in toten oder stark geschädigten Bäumen, in Palmen oder Kakteen gebaut werden. Zumindest acht Arten leben in zum Teil stark differenzierten sozialen Verbänden, außerhalb der Brutzeit werden fast alle in Familienverbänden oder kleinen, gelegentlich auch artlich gemischten Gruppen angetroffen. Einige, wie zum Beispiel der Eichelspecht, betreiben eine intensive Vorratshaltung. Zurzeit werden 24 Arten unterschieden, von denen der Rotkopfspecht und der Guadeloupespecht auf der Vorwarnliste der IUCN stehen.

## Aussehen
Sowohl im Aussehen als auch in der Größe sind die Vertreter dieser Spechtgattung sehr variabel. Die kleinsten Arten, wie etwa der Yucatánspecht erreichen mit 16 Zentimetern gerade Kleinspechtgröße, bei vielen Arten liegt die Körpergröße um die 23 Zentimeter, sie sind also gut buntspechtgroß, und die größte Art, der Bahamaspecht, ist mit 32 Zentimetern etwa so groß wie der heimische Grünspecht.

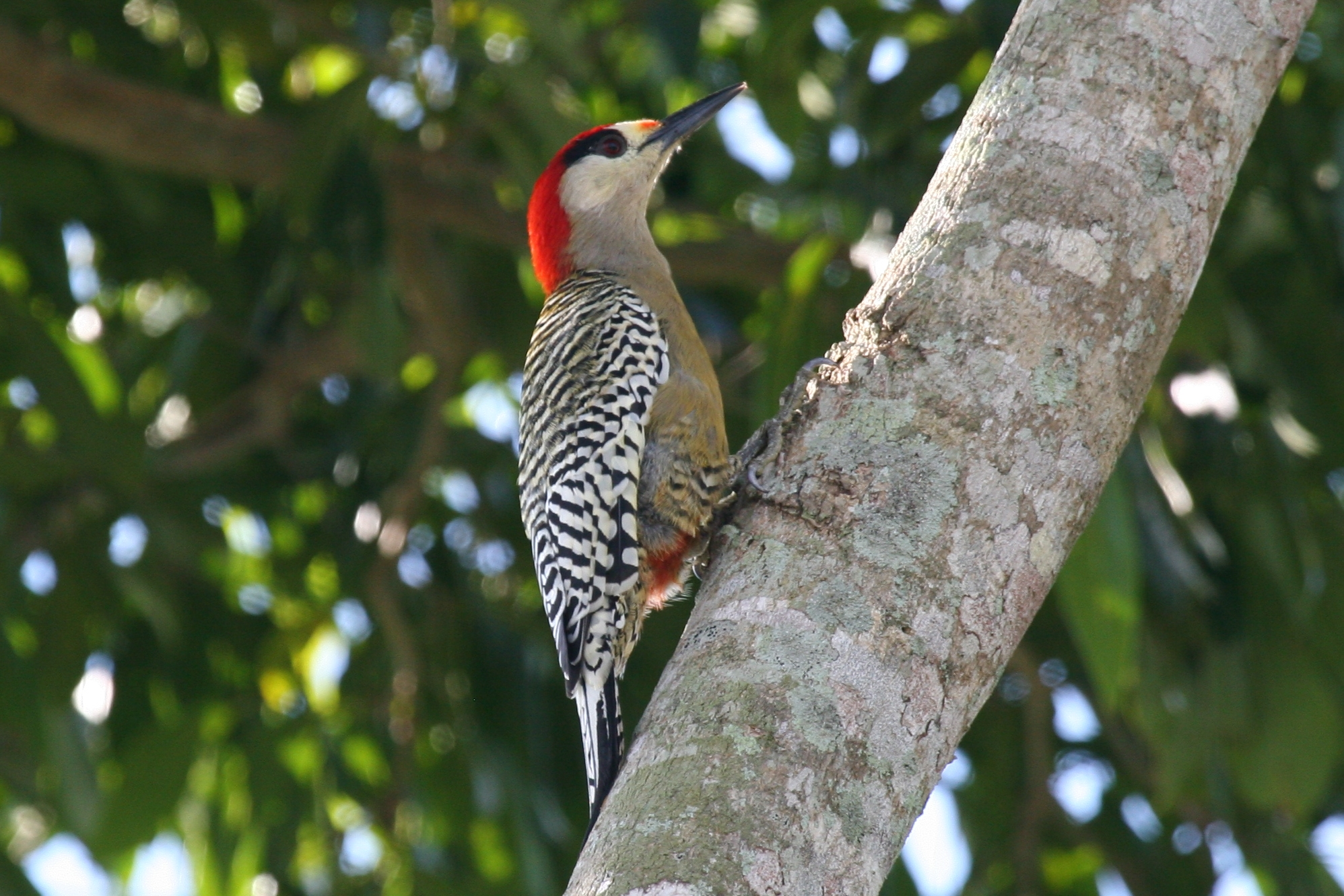
Männlicher Bahamaspecht

Alle Melanerpes-Arten sind vierzehig mit zygodactyler Zehenanordnung.
In Bezug auf die Gefiederfärbung lassen sich zwei etwa gleich große Gruppen unterscheiden: Die Vertreter der einen sind auf der Oberseite auffällig schwarz-weiß, oder, wie beim Haitispecht schwarz-gelb, meist leiterartig gebändert, zuweilen aber auch gefleckt oder punktiert. Je nach Gewichtung der Farbelemente erscheint die Oberseite insgesamt eher hell oder dunkel. Gelbtöne können vor allem in den Schulterpartien vorhanden sein. Die Unterseite ist cremefarben, in den Hals- und Brustbereichen oft auch gelblich oder ockerfarben, sie kann weitgehend ungezeichnet oder auffällig dunkel gefleckt oder speerspitzenartig gebändert sein. Braun- und Rosatöne sind in unterschiedlicher Ausprägung vorhanden. Die Gesichtspartie dieser Spechte ist meist weitgehend hell, die Männchen tragen einen deutlichen, leuchtend hellroten Stirn- und Nackenfleck und meist auch einen rötlichen Bartstreif. Diese Merkmale sind bei den Weibchen auf den Nackenbereich reduziert oder fehlen völlig. Bei dem auf der Oberseite meist schwarz-weiß gezeichneten Stützschwanz sind die beiden Zentralfedern verlängert und laufen spitz zu. Der sehr spitze, mittellange bis lange Stocherschnabel ist dunkel hornfarben, gerade oder am First leicht abwärts gebogen. Arten dieses Typs sind vom südlichen Nordamerika, in Mittelamerika, auf vielen Karibikinseln sowie in Südamerika bis zur südlichen Verbreitungsgrenze vertreten.

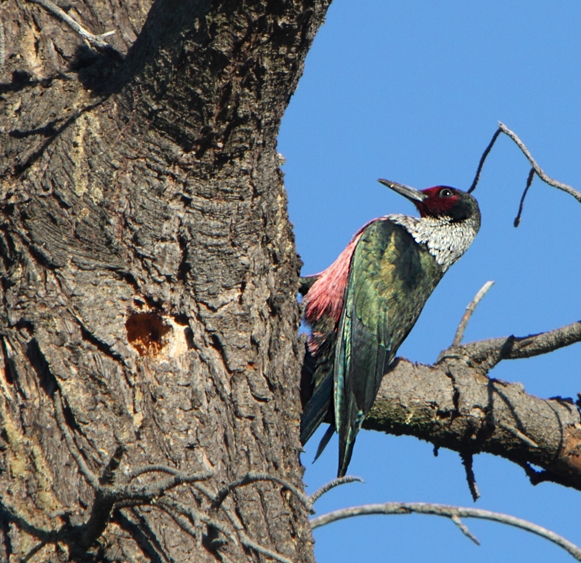
Männlicher Blutgesichtspecht

Die Spechte der zweiten Gruppe sind bedeutend uneinheitlicher gefärbt. Gemeinsam ist ihnen eine weitgehend zeichnungslose Schwarzfärbung der Oberseite, die auch für die gesamte Gattung namensgebend wurde. Einige Arten, wie der Rotkopfspecht mit leuchtend rotem Kopf, Nacken, Brust und Schultern oder der Weißspecht sind sehr auffällig und für Spechte ungewöhnlich gefärbt. Letzterer ist überhaupt die einzige Spechtart, bei der die Kopffärbung beider Geschlechter weitgehend weiß ist und die einzige Melanerpes-Art, der jegliches Rot fehlt. Einige Arten, wie der Guadeloupespecht oder der Blutgesichtspecht, weisen dagegen eine düstere, kontrastarme Färbung auf. Insgesamt überwiegen schwarz-weiße Kontraste. Die schwarzen Körperpartien, vor allem das Rückengefieder, können einen leicht grünlichen, bläulichen oder violetten Glanz aufweisen. Gefiederzeichnungen sind nicht oder nur sehr undeutlich vorhanden. Daneben kommen vor allem im Stirn- und Scheitelbereich reine Rottöne vor, an Brust und Flanken dunkle, matte Purpurfärbungen. Der Färbungsdimorphismus ist bei einigen dieser Spechte eher schwach ausgeprägt, beim Rotkopfspecht und beim Blutgesichtspecht sind die Geschlechter im Aussehen gleich. Die meisten Arten innerhalb dieser Gruppe haben einen meißelartigen, an der Basis recht breiten, geraden oder nur geringfügig abwärts gebogenen Schnabel.
Zwei Arten, der Gelbbrauenspecht und der Kaktusspecht, sind in je zwei Farbmorphen vertreten.

## Lautäußerungen
Aufgrund ihrer Unterschiedlichkeit lassen sich die Lautäußerungen der Melanerpes-Spechte nicht gemeinsam beschreiben. Informationen dazu finden sich in den meisten der betreffenden Artbeiträge. Bei sozial lebenden Arten stehen die Gruppenmitglieder in ständigem Rufkontakt und sind deshalb akustisch sehr auffällig. Dies gilt zum Beispiel für Gruppen des Eichelspechts, dessen Mitglieder sich mit lauten Wäka-Rufen verständigen. Andere, wie etwa der Blutgesichtspecht verhalten sich sehr ruhig. Die Spechte dieser Gattung trommeln nur selten und eher leise, einige offenbar überhaupt nicht.

## Verbreitung und Lebensraum

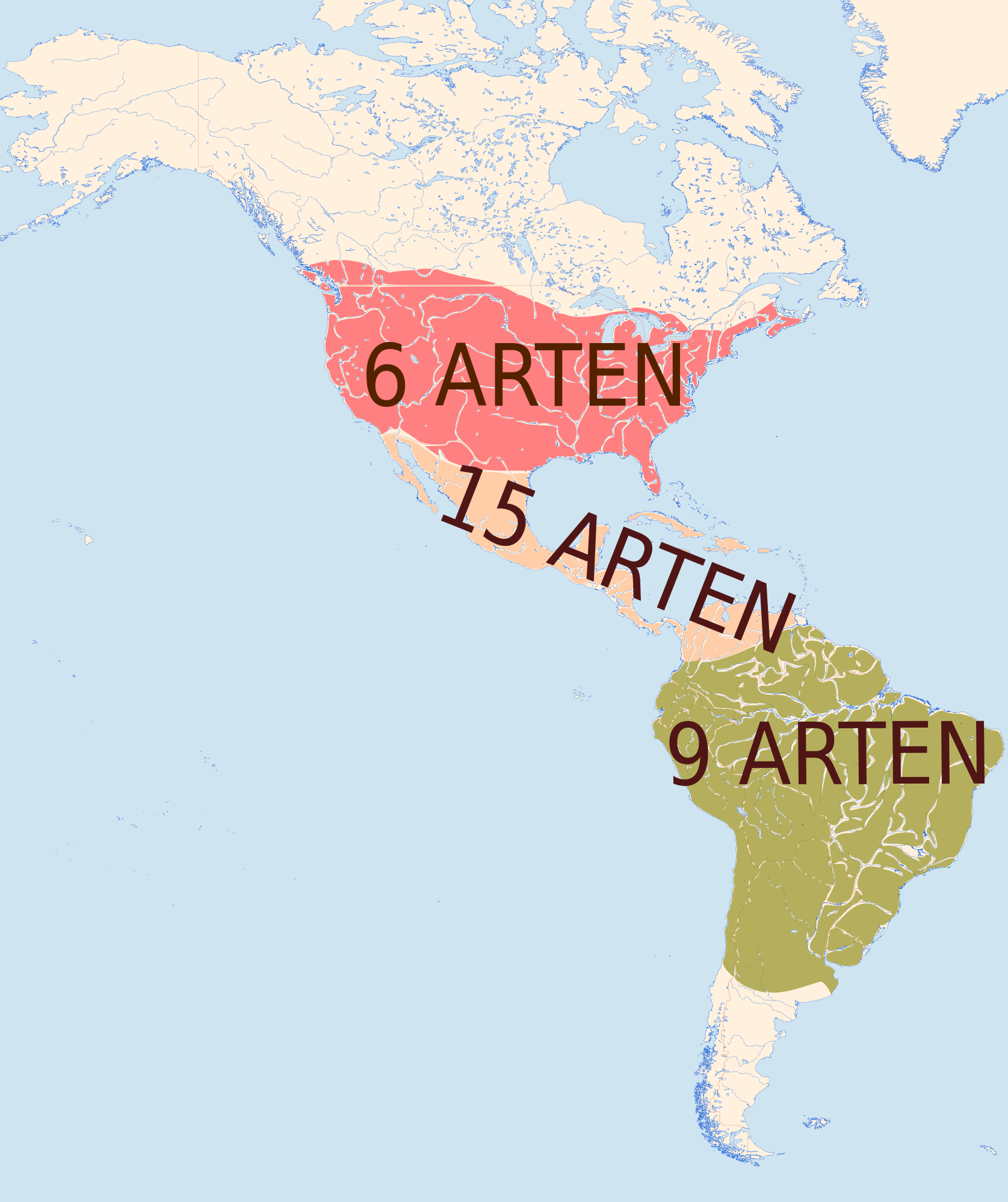
Artenverteilung der Gattung Melanerpes. Die 24 Arten überschreitende Artenanzahl ergibt sich aus Mehrfachvorkommen. So erstreckt sich das Verbreitungsgebiet des Eichelspechts über alle drei Zonen

Die Verbreitung von Melanerpes beschränkt sich auf die Nearktis und die Neotropis. Außer dem kontinentalen Festland Nord-, Mittel- und Südamerikas haben einige Arten verschiedene Karibikinseln besiedelt. Am weitesten nach Norden dringen der Blutgesichtspecht im westlichen Nordamerika und der Rotkopfspecht im zentralen und östlichen Nordamerika vor, am weitesten nach Süden erstreckt sich das Verbreitungsgebiet von Weißspecht und Kaktusspecht, die bis ins nördliche Patagonien vorkommen. Die größte Artenvielfalt auf vergleichsweise engem Raum besteht mit vierzehn Arten in Mittelamerika und auf verschiedenen Karibik-Inseln, auf denen  Guadeloupespecht, Scharlachbrustspecht, Haitispecht, Jamaikaspecht und Bahamaspecht Inselendemiten sind. Auch einige mexikanische, beziehungsweise mittelamerikanische Arten, wie der Yucatánspecht, der Graukehlspecht, der Goldwangenspecht oder der Hoffmannspecht kommen nur in kleinen, zudem auch zunehmend fragmentierten Gebieten vor. Im nordwestlichen Südamerika sind die bisher bekannten Verbreitungsgebiete des Buntkopfspechts und des erst kürzlich als eigenständige Art klassifizierten Schmuckspechts sehr klein. Flächenmäßig ausgedehnte Gebiete besiedeln dagegen die meisten nordamerikanischen und, mit Ausnahme der beiden oben genannten, die südamerikanischen Arten.
Die Lebensräume der einzelnen Arten sind äußerst vielfältig, immer aber müssen baum-, zumindest aber kakteenbestandene Landschaften zur Verfügung stehen. Insgesamt zeigen die meisten Arten eine Präferenz für offene Landschaften, Waldränder, Rodungsflächen oder für Gebiete mit offenen Strukturen, die von Bränden oder Stürmen geschaffen wurden. Die Baumartenzusammensetzung der Lebensräume ist sehr variabel und spielt offenbar nur für die wenigen Nahrungsspezialisten unter den Melanerpes-Arten, wie den Eichelspecht, eine wichtige Rolle. Dieser ist eng an das Vorkommen seiner Nahrungsbäume, verschiedene Eichenarten, gebunden. Für viele Arten ist ein ausreichender Totholzanteil innerhalb des Lebensraumes ein wichtiges Requisit. Zwar dringen einige Arten in dichte Waldgebiete vor, den primären Lebensraum bilden diese jedoch nur für wenige. Melanerpes-Spechte kommen in ausgesprochen feuchten Habitaten, wie Mangrovensümpfen und Schwemmlandgebieten ebenso vor wie in mit Saguaro bestandenen Halbwüsten oder in den Dornbuschsavannen des Chaco. Die meisten Arten sind relativ anpassungsfähig und können innerhalb eines räumlich begrenzten Verbreitungsgebietes sehr unterschiedliche Lebensräume besiedeln; dies gilt besonders für die Inselendemiten. Viele Arten haben sich an die Anwesenheit des Menschen gewöhnt und brüten auch in Stadtgebieten, in großen Parks, Plantagen oder in Obstgärten, auch Futterstellen werden von einigen Melanerpes-Arten regelmäßig aufgesucht.
Arten dieser Gattung kommen vom Meeresniveau bis zu den regionalen Baumgrenzen vor. Futtersuchende Eichelspechte wurden in Kolumbien noch in Höhen von 3500 Metern festgestellt.

## Nahrung und Nahrungserwerb
Alle Melanerpes-Arten sind sowohl herbivor als auch carnivor. Die Zusammensetzung und die Anteile pflanzlicher und tierischer Nahrung variieren sowohl von Art zu Art als auch innerhalb derselben Art. Generell wird in der Vorbrutzeit und während der Jungenaufzucht mehr tierische Nahrung aufgenommen, im Herbst und Winter verstärkt pflanzliche. Auch die Jungen werden mehrheitlich, aber nicht ausschließlich mit tierischer Nahrung versorgt. Diese Unterschiede gelten vor allem für die Arten der höheren nördlichen und südlichen Breiten, bei den tropischen Arten sind die jahreszeitlichen Unterschiede in der Nahrungszusammensetzung geringer. Die meisten können als Nahrungsgeneralisten bezeichnet werden, das breiteste Nahrungsspektrum unter den Melanerpes weisen wahrscheinlich der Rotkopfspecht und der Gilaspecht auf. Vergleichsweise spezialisiert sind dagegen der Eichelspecht und der Weißspecht, die sich von Eicheln beziehungsweise verschiedenen Früchten ernähren. Soweit bekannt, ist nur der Goldmaskenspecht weitgehend herbivor.

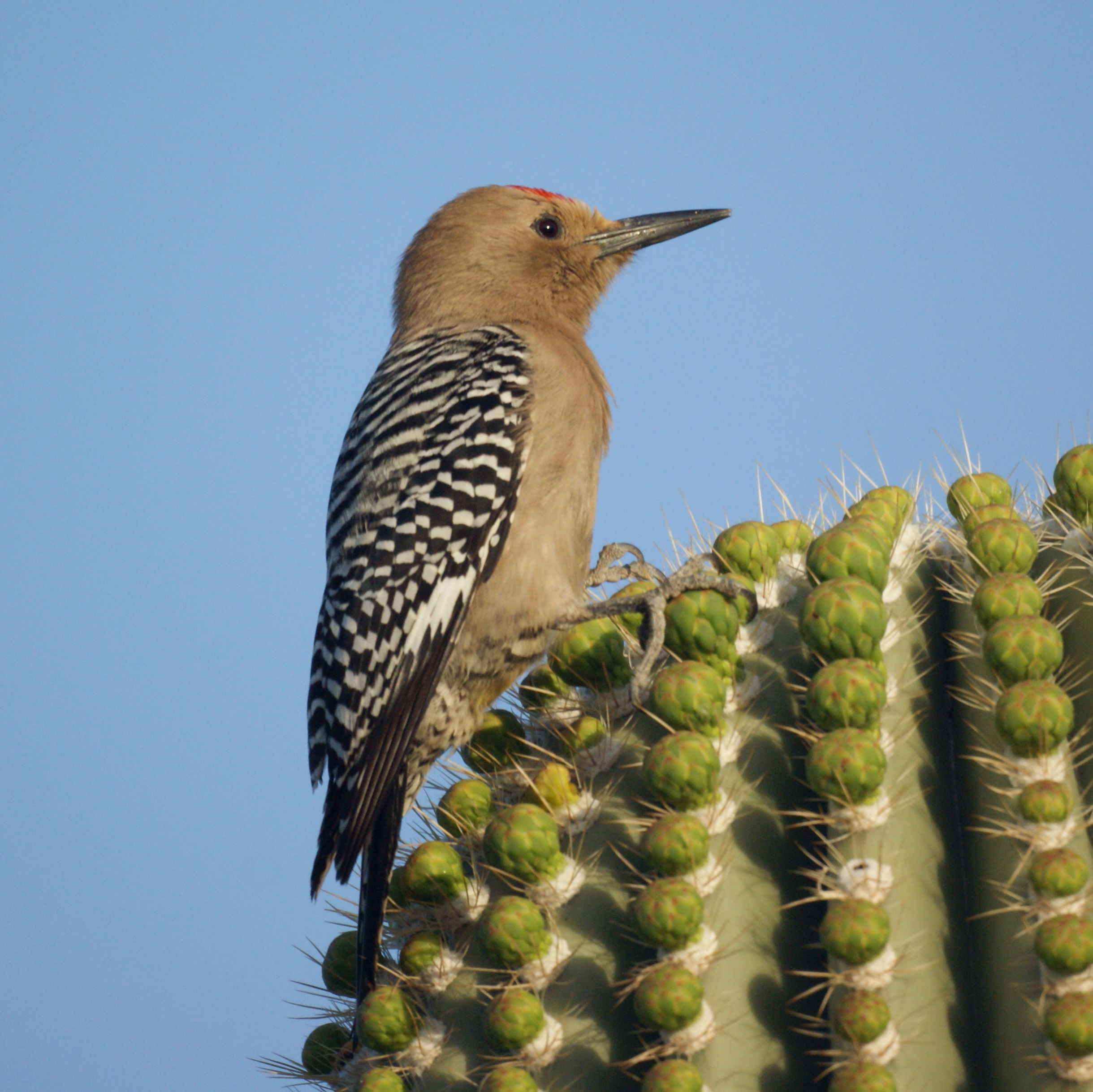
Männlicher Gilaspecht

Die tierische Nahrung besteht vor allem aus Insekten. Hier überwiegen Ameisen, Termiten, Käfer und ihre holzbewohnenden Larven, Schmetterlingsraupen, Heuschrecken, Grillen und bei den kleinen Arten Blattläuse. Auch Fluginsekten spielen eine Rolle, Rotkopfspecht und Blutgesichtspecht ernähren sich während der Sommermonate vornehmlich von solchen. In geringerem Maße werden auch Spinnen, Tausendfüßer, Schnecken, gelegentlich auch kleine Eidechsen und kleine Säugetiere erbeutet. Vogeleier und Nestlinge zählen ebenfalls eher zur Gelegenheitsbeute.

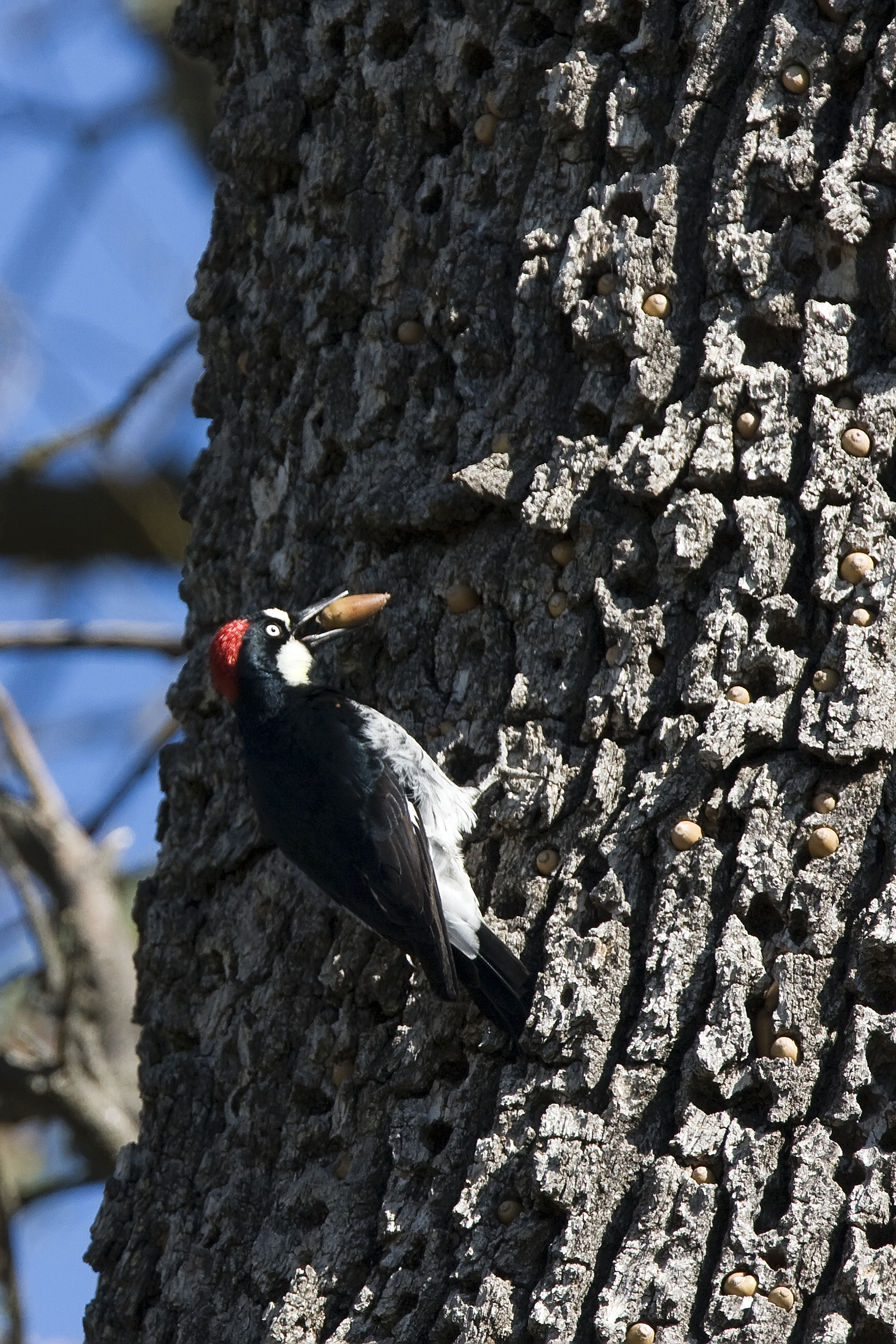
Weiblicher Eichelspecht an einem Speicherbaum

Ebenso vielfältig sind die aufgenommenen Vegetabilien. Spechte dieser Gattung verzehren verschiedenste Früchte, Beeren und Nüsse, Samen, Baumsäfte und Nektar. Auch Baumrinde kann als Notnahrung dienen. Da einige Arten auch Obstplantagen und Maisfelder besuchen, gelten sie regional wie der Rotkopfspecht, der Weißspecht oder der Haitispecht, der vor allem in Kakao-Pflanzungen Schaden anrichten kann, als Schädlinge. Im Winter besuchen einige Arten Futterstellen, an denen sie Samen und Nüsse, aber auch Zuckerwasser aufnehmen.
Die Nahrung wird in allen Stamm- und Astabschnitten bis in den Kronenbereich hoher Bäume gesucht. Einige Arten, wie Gilaspecht oder Blutgesichtspecht, werden nahrungssuchend auch häufig am Boden gesehen, wo sie Ameisenhaufen, Termitenhügel oder Totholzstümpfe ausbeuten. Als reiner Erdspecht kann jedoch keine Art bezeichnet werden; einige wenige Arten, wie der Jamaikaspecht suchen und finden ihre Nahrung ausschließlich auf Bäumen.
Stochern, Ablesen und Sondieren sind die häufigsten Nahrungserwerbstechniken. Tiefgreifendes Aufhämmern von Fraßgängen holzbewohnender Larven spielt nur bei den größeren Arten eine gewisse Rolle. Alle Arten scheinen gelegentlich Fluginsekten zu erbeuten, beim Rotkopfspecht und beim Graukehlspecht spielt die Jagd nach schwärmenden Insektenarten eine wesentliche Rolle. Früchte, Samen und Beeren werden direkt von den Ästen gepflückt, wobei die Spechte oft kopfunter an den Zweigen hängen. Einige Arten bearbeiten Nüsse oder harte Früchte in Schmieden. Vor allem, aber nicht ausschließlich, die in nördlicheren Breiten lebenden Arten legen meist in grobborkigen Bäumen, aber auch in Telegraphenmasten oder anderen Holzkonstruktionen Vorratsspeicher an, die vor allem mit Eicheln oder Maiskörnern bestückt werden. Besonders ausgeprägt ist dieses Verhalten beim Eichelspecht.

## Verhalten

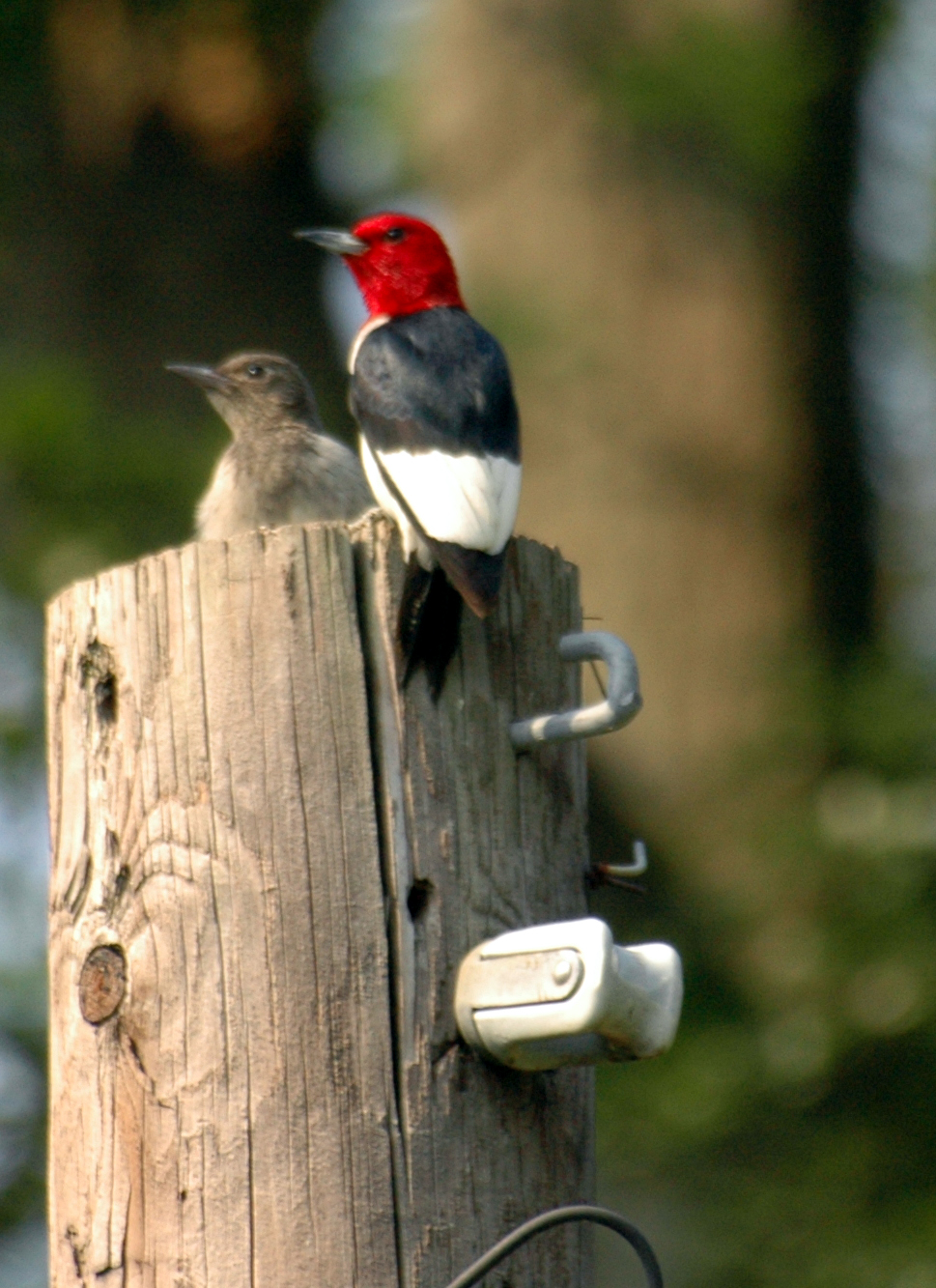
Rotkopfspecht mit Jungem

Wie alle Spechte sind auch Melanerpes-Arten tagaktiv. Sie leben paarweise oder in kleinen Familiengruppen, die meist aus einem Brutpaar und vorjährigen, nichtbrütenden Helfern bestehen. Besonders differenziert ist die soziale Ordnung beim Eichelspecht, bei dem die Gruppengröße 15 Individuen erreichen kann. Einige Arten, wie zum Beispiel der Gelbbrauenspecht, können sowohl in Einzelpaaren, als auch in komplexen Familiengruppen leben. Außerhalb der Brutzeit sind auch die paarweise lebenden Arten häufig mit Artgenossen vergesellschaftet. Bei ihnen scheint eine weitgehend monogame Saison- oder mehrjährige Bindung die häufigste Form der Partnerschaft zu sein. Insgesamt ist die soziale Organisation mit Ausnahme der des Eichelspechtes nur ungenügend erforscht.
Alle Arten sind zumindest während der Brutzeit territorial; jene, die Nahrungsdepots anlegen, während des gesamten Jahres. Gegen Artgenossen und Höhlenkonkurrenten werden aber meist nur der Höhlenbaum und die Speicherbäume verteidigt, oft auch nur der unmittelbare Höhlenbereich. Insgesamt ist die innerartliche Verträglichkeit und die Neigung zur Bildung von Ansammlungen bis hin zu unterschiedlich komplexen sozialen Systemen bei dieser Gattung stark ausgeprägt. Der Haitispecht brütet oft in kolonieartiger Nähe zu Artgenossen und auch mehrere Paare von Rotkopfspechten können in einem Baum Bruthöhlen besetzen. Schlafgesellschaften von bis zu 26 Individuen wurden beim Graukehlspecht beobachtet, bei dem gelegentlich bis zu vier adulte Individuen in einer Höhle schlafen. Dennoch wurden auch bei sozial lebenden Arten, insbesondere beim Eichelspecht, heftige Gruppenkämpfe beobachtet, vor allem dann, wenn während der Brutzeit ein Partner des dominanten Brutpaares stirbt und eine andere Gruppe versucht, diese zu übernehmen. Wenn diese Übernahme gelingt, tötet der neue dominante Specht oft die eventuell vorhandenen Nestlinge und zerstört die Gelege.

## Brutbiologie
Alle Arten sind Höhlenbrüter, die ihre Höhlen vor allem in der Stamm- und Astregion toter oder absterbender Bäume, gelegentlich aber auch in vitalen Weichhölzern anlegen. Die Arten der ariden und semiariden Gebiete nisten in großen Kakteen, vor allem in Saguaros, einige Inselarten in Palmen. In weitgehend baumlosen Gebieten werden auch verschiedene Holzstrukturen, wie Telegraphenmasten oder Gebäudepfosten als Höhlenträger benutzt. Die Hauptarbeit des Höhlenbaus verrichtet das Männchen, der Arbeitsanteil des Weibchens ist von Art zu Art unterschiedlich und kann auch gänzlich unterbleiben. Wie alle anderen Spechte tragen auch die der Gattung Melanerpes kein Nistmaterial ein, sondern legen ihre Eier auf den Höhlenuntergrund, gegebenenfalls auf vorhandene Hackspäne.
Die Balzrituale sind spechttypisch und bestehen vor allem aus Rufreihen und Trommelfolgen, Verfolgungsflügen, spiraligem Stammklettern und Höhlenzeigen.
Die Gelege bestehen aus 2–5 reinweißen Eiern, bei den in Familienverbänden lebenden Arten sind  sie durchschnittlich größer. Außergewöhnlich große Gelege bis zu 11 Eiern wurden auch beim in Paaren lebenden Blutgesichtspecht festgestellt. Spechte der nördlichen und äußerst südlichen Regionen brüten einmal im Jahr, zeitigen aber bei frühem Gelegeverlust eine Ersatzbrut. Jene der gemäßigten Breiten und der Tropen ziehen regelmäßig zwei, gelegentlich auch drei Bruten groß. Beide Partner brüten, nachts immer das Männchen. Die Brutdauer schwankt je nach Breitengrad, Höhenlage und Gelegegröße zwischen 11 und 17 Tagen, die Nestlingszeit differiert von Art zu Art und liegt, abhängig vom Nahrungsangebot und den Temperaturverhältnissen zwischen drei und fünf Wochen. Die Verweildauer der Jungvögel im Elternverband ist sehr unterschiedlich. Bei einigen Arten dismigrieren sie nach der Führungszeit weiträumig, bei den in Familienverbänden lebenden bleiben sie meist bis zur nächsten Brutsaison oder länger mit den Eltern verbunden, bis sie selbst als Brutvögel eigene Familiengruppen etablieren.
Bei sympatrischem Vorkommen verschiedener nahe verwandter Arten wurden Hybridisierungen beobachtet. Besonders häufig scheinen sie beim Hoffmannspecht zu sein, bei dem im Norden seines Verbreitungsgebietes Mischbruten mit dem Rotkappenspecht, im Süden mit dem Goldstirnspecht festgestellt wurden.

## Systematik
Die Gattung Sphyrapicus (Saftlecker), eine ebenfalls auf Amerika beschränkte Gattung, bildet das Schwestertaxon. In die nähere Verwandtschaft sind weiters die Gattungen Dendropicos, Picoides und Veniliornis zu stellen. Der Gattung Melanerpes  werden zurzeit 24 Arten zugerechnet. M. pulcher (Schmuckspecht) wurde erst kürzlich von M. chrysauchen (Buntkopfspecht) als eigene Art abgetrennt.  Vorgeschlagen wird auf Grund kürzlich erfolgter DNA-Untersuchungen eine Trennung von M. aurifrons  in M. aurifrons (Goldstirnspecht) und M. santacruzi (Karibikspecht).
| Deutscher Name       | Wissenschaftlicher Name                     | Verbreitung | Gefährdungsstufe Rote Liste der IUCN                                                      | Anmerkungen | Bild                                            |
| -------------------- | ------------------------------------------- | --- | ----------------------------------------------------------------------------------------- | --- | ----------------------------------------------- |
| Weißspecht           | Melanerpes candidus (Otto, 1796)            | Gran-Chaco-Gebiete südwärts bis N-Uruguay, westwärts bis zur östlichen Andenabdeckung                                                 | (Least Concern – nicht gefährdet)                                                         | monotypisch | Weißspecht (Melanerpes candidus)                |
| Blutgesichtspecht    | Melanerpes lewis (J. E. Gray, 1849)         | Amerika westlich der Rocky Mountains. Von British Columbia südwärts bis New Mexico. Im Winter bis ins nördliche Mexiko.               | (Least Concern – nicht gefährdet)                                                         | monotypisch | Blutgesichtspecht (Melanerpes lewis)            |
| Guadeloupespecht     | Melanerpes herminieri (Lesson, 1830)        | Endemisch auf Guadeloupe (Basse-Terre und Grande-Terre)                                                                               | (Near Threatened – potenziell gefährdet, Vorwarnliste)                                    | monotypisch | Guadeloupespecht (Melanerpes herminieri)        |
| Scharlachbrustspecht | Melanerpes portoricensis (F. Daudin, 1803)  | Endemisch auf Puerto Rico – Hauptinsel und Vieques                                                                                    | (Least Concern – nicht gefährdet)                                                         | monotypisch | Scharlachbrustspecht (Melanerpes portoricensis) |
| Rotkopfspecht        | Melanerpes erythrocephalus (Linnaeus, 1768) | Östlich der Rocky Mountains ostwärts bis an den Atlantik, südwärts bis zum Golf von Mexiko                                            | (Near Threatened – potenziell gefährdet, Vorwarnliste) regional stark abnehmende Bestände | monotypisch – gelegentlich 2 Unterarten | Rotkopfspecht (Melanerpes erythrocephalus)      |
| Eichelspecht         | Melanerpes formicivorus (Swainson, 1827)    | Westliche USA von Washington über Mittelamerika bis ins nördliche Kolumbien                                                           | (Least Concern – nicht gefährdet)                                                         | 2 Rassengruppen mit insgesamt 7 Unterarten | Eichelspecht (Melanerpes formicivorus)          |
| Schläfenfleckspecht  | Melanerpes pucherani (Malherbe, 1849)       | Östliches Zentralmexiko über östliches Mittelamerika bis Südperu westlich der Anden.                                                  | (Least Concern – nicht gefährdet)                                                         | monotypisch bildet eine Superspezies mit M. pulcher und M. chrysauchen | Schläfenfleckspecht (Melanerpes pucherani) ♂    |
| Buntkopfspecht       | Melanerpes chrysauchen Salvin, 1871         | Endemit des südwestlichen Costa Ricas und des westlichen Panamas                                                                      | (Least Concern – nicht gefährdet)                                                         | monotypisch bildet eine Superspezies mit M. pucherani und M. pulcher. | Buntkopfspecht (Melanerpes chrysauchen) ♂       |
| Schmuckspecht        | Melanerpes pulcher P. L. Sclater, 1870      | Kolumbien (Westabdachung der Anden)                                                                                                   | (Least Concern – nicht gefährdet)                                                         | monotypisch – früher Unterart von M. chrysauchen bildet eine Superspezies mit M. pucherani und M. chrysauchen | Schmuckspecht (Melanerpes pulcher)              |
| Gelbbrauenspecht     | Melanerpes cruentatus (Boddaert, 1783)      | Große Bereiche des nördlichen Südamerikas. Von der Atlantikküste westwärts bis zu den Anden, südwärts bis NO-Bolivien und Mato Grosso | (Least Concern – nicht gefährdet)                                                         | monotypisch – 2 Farbmorphen bildet eine Superspezies mit M. flavifrons | Gelbbrauenspecht (Melanerpes cruentatus)        |
| Goldmaskenspecht     | Melanerpes flavifrons (Vieillot, 1818)      | Zentrales und östliches Brasilien, Ostparaguay bis ins nordöstliche Argentinien                                                       | (Least Concern – nicht gefährdet)                                                         | monotypisch (unklar) relativ große Variation zwischen nördlichen und südlichen Populationen. Bildet eine Superspezies mit M. cruentatus. | Goldmaskenspecht (Melanerpes flavifrons)        |
| Kaktusspecht         | Melanerpes cactorum (d’Orbigny, 1840)       | Zentrales Südamerika: vom Südosten Perus bis in den Süden des zentralen Argentiniens.                                                 | (Least Concern – nicht gefährdet)                                                         | monotypisch 2 Morphen | Kaktusspecht (Melanerpes cactorum)              |
| Haitispecht          | Melanerpes striatus (Statius Müller, 1776)  | Endemit Hispaniolas | (Least Concern – nicht gefährdet)                                                         | monotypisch | Haitispecht (Melanerpes striatus)               |
| Jamaikaspecht        | Melanerpes radiolatus (Wagler, 1827)        | Endemit Jamaikas | (Least Concern – nicht gefährdet)                                                         | monotypisch | Jamaikaspecht (Melanerpes radiolatus)           |
| Goldwangenspecht     | Melanerpes chrysogenys (Vigors, 1839)       | Südwestliches Mexiko | (Least Concern – nicht gefährdet)                                                         | 2 Unterarten | Buntkopfspecht (Melanerpes chrysogenys)         |
| Graukehlspecht       | Melanerpes hypopolius (Wagler, 1829)        | Endemit im südwestlichen Mexiko | (Least Concern – nicht gefährdet)                                                         | monotypisch | Graukehlspecht (Melanerpes hypopolius)          |
| Yucatánspecht        | Melanerpes pygmaeus (Ridgway, 1885)         | Endemit der Yucatán-Halbinsel | (Least Concern – nicht gefährdet)                                                         | 3 Unterarten – bildet eine Superspezies mit dem Rotkappenspecht (M. rubricapillus) | Yucatánspecht (Melanerpes pygmaeus)             |
| Rotkappenspecht      | Melanerpes rubricapillus (Cabanis, 1862)    | Belize südwärts bis Nordkolumbien und ostwärts bis Surinam                                                                            | (Least Concern – nicht gefährdet)                                                         | 4 Unterarten – bildet eine Superspezies mit dem Yucatánspecht (M. pygmaeus) | Rotkappenspecht (Melanerpes rubricapillus) ♀    |
| Gilaspecht           | Melanerpes uropygialis (Baird, 1854)        | Südwestliche USA, Westmexiko, Niederkalifornien                                                                                       | (Least Concern – nicht gefährdet)                                                         | 3 Unterarten, nach Winkler et al. 4. | Gilaspecht (Melanerpes uropygialis)             |
| Carolinaspecht       | Melanerpes carolinus (Linnaeus, 1758)       | Östliche USA, Südostkanada. Westwärts bis zu den östlichen Ausläufern der Rocky Mountains, südwärts bis zur Golfküste                 | (Least Concern – nicht gefährdet)                                                         | monotypisch bei einigen Autoren bis zu drei Unterarten Bildet eine Superspezies mit M. superciliaris | Carolinaspecht (Melanerpes carolinus) ♂         |
| Bahamaspecht         | Melanerpes superciliaris (Temminck, 1827)   | Kuba und viele Inseln der nördlichen Karibik                                                                                          | (Least Concern – nicht gefährdet)                                                         | 5 Unterarten Bildet eine Superspezies mit M. carolinus | Bahamaspecht (Melanerpes superciliaris) ♂       |
| Goldstirnspecht      | Melanerpes aurifrons (Wagler, 1829)         | Südliche Golfstaaten der USA, Ostmexiko, Mittelamerika bis Nicaragua                                                                  | (Least Concern – nicht gefährdet)                                                         | monotypisch früher 11 Unterarten Bildet eine Superspezies mit M. hoffmannii und M. santacruzi Neue DNA-Untersuchungen zeigen, dass die Art nicht monophyletisch ist, sodass eine Splittung in zumindest zwei Arten M. aurifrons (monotypisch) und M. santacruzi (Bonaparte, 1838) – alle anderen 10 Unterarten – vorgeschlagen wird. Die neueste Liste des IOC folgt bereits diesem Vorschlag. | Goldstirnspecht (Melanerpes aurifrons)          |
| Karibikspecht        | Melanerpes santacruzi (Bonaparte, 1838)     | Mittelamerika bis Nicaragua | (Least Concern – nicht gefährdet)                                                         | 10 Unterarten Bildet eine Superspezies mit M. hoffmannii und M. aurifrons | Melanerpes santacruzi                           |
| Hoffmannspecht       | Melanerpes hoffmannii (Cabanis, 1862)       | Pazifikseite Mittelamerikas; von Honduras bis Costa Rica                                                                              | (Least Concern – nicht gefährdet)                                                         | monotypisch Bildet eine Superspezies mit M. aurifrons | Hoffmannspecht (Melanerpes hoffmannii)          |

## Bestand und Bedrohung
Laut IUCN sind 21 der 24 Arten ungefährdet. Nur der Guadeloupespecht und der Rotkopfspecht werden auf der Vorwarnliste geführt. Für viele Arten liegt jedoch kein ausreichendes Zahlenmaterial vor, sodass belastbare Aussagen zur Bestandsentwicklung der meisten Arten kaum zu treffen sind. Regionale Untersuchungen deuten jedoch bei vielen Arten auf zum Teil erhebliche Bestandsrückgänge hin.
Neben natürlichen Feinden wie verschiedenen Marderarten, Waschbären, Greifvögeln, Eulen und baumkletternden Schlangen spielen als Nestprädatoren vor allem für die Inselendemiten eingeschleppte Ratten eine bestandsmindernde Rolle. Diese, meist kleinen Populationen, reagieren auch auf Eingriffe in den Lebensraum und Hurrikanereignisse besonders empfindlich. Der eingeführte und sich rasant ausbreitende europäische Star ist für einige – vor allem nordamerikanische – Arten ein ernstzunehmender Höhlenkonkurrent, auch der ebenfalls eingeführte Haussperling kann für kleine Arten zum Höhlenkonkurrenten werden. Modernes Forstmanagement und großflächiger Pestizideinsatz verringern sowohl das Angebot an potentiellen Höhlenbäumen als auch das Nahrungsangebot. In Südamerika geht die größte Gefahr von der Umwandlung aufgelockerter Waldgebiete in annähernd baumloses Weideland aus. Direkte Verfolgung durch den Menschen scheint heute für keine Art eine wesentliche Gefährdung darzustellen.
Positiv beeinflusst wird die Bestandsentwicklung einiger Arten durch das Ausbringen von Nisthilfen und vor allem in den USA durch die intensive Winterfütterung.